# 공산당 선언
《공산당 선언》(共産黨 宣言, 독일어: Das Kommunistische Manifest, Manifest der Kommunistischen Partei, 영어: The Communist Manifesto, Manifesto of the Communist Party)은 공산주의 사상가인 카를 마르크스와 프리드리히 엥겔스에 의하여 집필된 공산주의자들의 최초의 강령적 문헌으로, 1848년 2월 21일 첫 출판되었다.  19세기 중엽 독자적인 정치 세력으로 무대에 등장한 프롤레타리아에게 그의 역사적 사명과 해방의 앞길을 밝혀 주고 국제공산주의운동의 지도적 지침을 확립한다는 목적의식 하에 1847년 마르크스와 엥겔스에 의하여 초안이 작성되었다. 1847년 마르크스와 엥겔스가 가입한 의인동맹은 공산당선언을 동맹의 정책문서로 채택하였다. 그 해 여름 조직은 재정비되었고 1848년 공산주의자동맹으로 다시 태어났다.  선언은 생산 방식이 사회 제도의 성격을 규정하며 정치와 사회적 사상의식의 기초로 된다는 유물사관의 원리가 천명되어 있으며 자본주의사회의 기본 모순, 자본주의 멸망의 불가피성과 사회주의, 공산주의 승리의 필연성을 주장하고 있다는 이해도 있지만, 마르크스는 불가피성과 필연성에 대해서 이야기 하지 않았다. 그는 역사에 개입함으로써 변혁을 꾀할 여지가 있다고 믿었다. 그래서 자본주의가 모순을 가지고 나락으로 향하지만 그것자체만으로는 자동적으로 사회주의나 사회주의 이후의 공산주의로의 이행이 진행되지 않는다고 말했다. 즉 마르크스주의를 표현할 때 필연성이나 불가피성이라는 단어를 쓰는 것은 피상적인 이해에서 비롯된 것이라고 볼 수밖에 없다.  이 강령은 프롤레타리아 혁명을 포함하여 무계급 사회를 겨냥한 일련의 행동을 권장하였다. 이는 러시아를 비롯한 동유럽, 남미 등의 사회주의 운동의 기초가 되었다.

## 번역
《공산당 선언》의 서문에서는 영어판, 프랑스어판, 독일어판, 이탈리아어판, 플레망어판, 덴마크어판의 번역 출간이 임박하였다고 언급하였지만 실제로는 이루어지지 않았다. 1848년에 스웨덴어판이, 1850년에 영어판이 출간되었으나 이 두 판은 현존하지 않는다. 《공산당 선언》이 외국어로 번역되어 대대적으로 출간되기 시작한 것은 1871년 이후이며, 1917년 볼셰비키 혁명 직전에는 이미 30개 이상의 언어로 번역되었다.
《공산당 선언》이 전 세계로 퍼져나가기 시작한 것은 제2차 세계 대전 이후의 일로, 선언은 1960년대부터 1970년대 사이 냉전이 한창이던 시기 지식인층으로 대상으로 전 세계에 퍼졌다. 그러나 이미 이 때 《공산당 선언》은 공산주의나 마르크스주의를 퍼트리는 강령이라기보다는 정치와 사회를 공부하기 위한 고전 가운데 하나로 자리잡혔다.
대한민국에서 출판된 번역본 또는 해석본으로는 《공산당 선언》(남경태 옮김, 백산서당), 《강유원의 고전강의, 공산당 선언》(강유원, 뿌리와이파리), 《새로운 공동체를 위한 운동 공산주의 선언》(박찬종, 아이세움) 등이 있다.

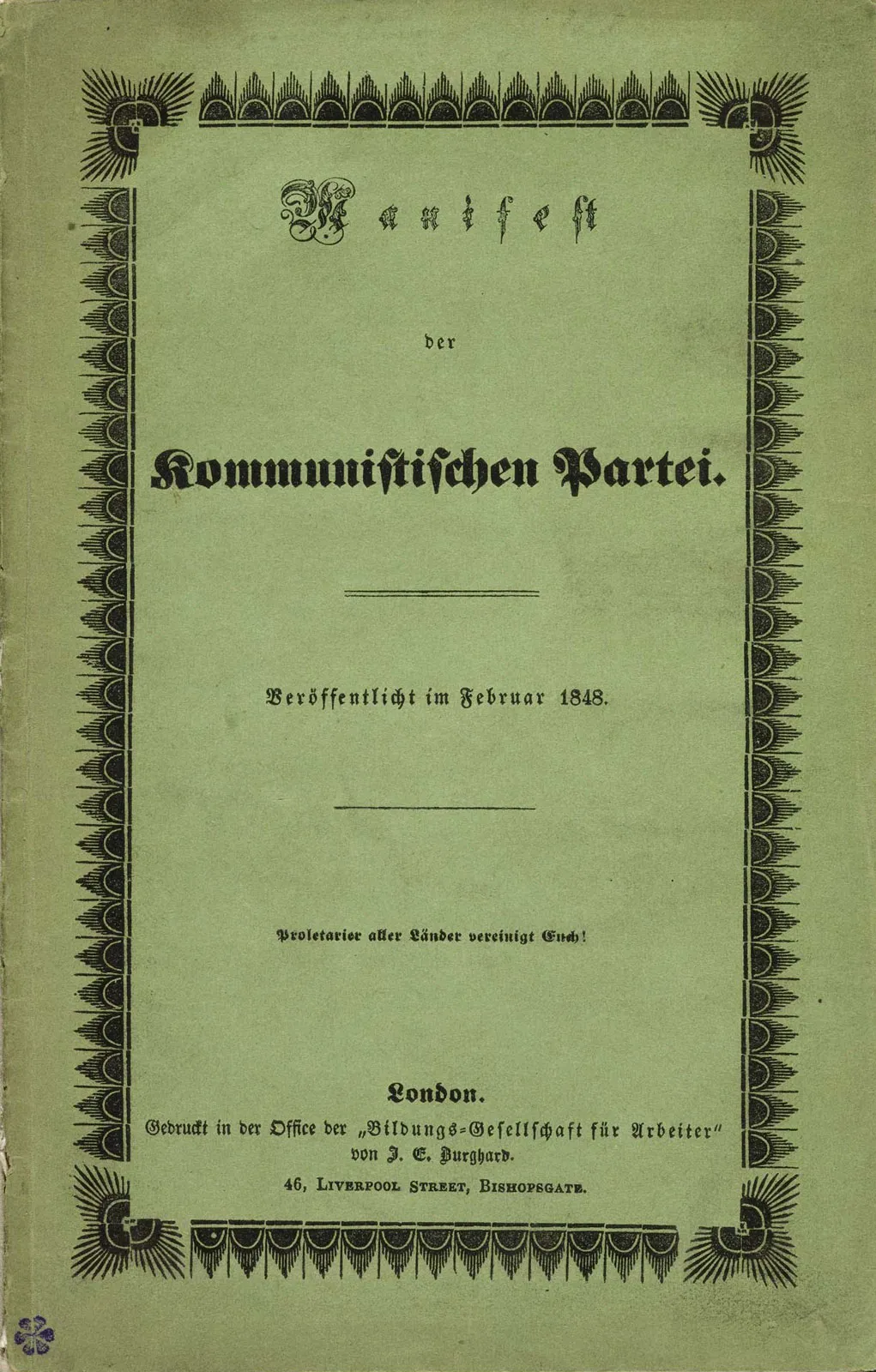
《공산당 선언》표지

## 구성
《공산당 선언》은 머리글과 네 개의 장으로 구성되어 있다.
머리글에는 "하나의 유령 - 공산주의라는 유령이, 유럽에 떠돌고 있다."라는 문장으로 시작하고 있다. 이 문장은 《공산당 선언》의 마지막 구절과 함께, 이후 역사적 정치적 수사에 곧잘 인용되곤 했다.

### 1장
제1장 〈부르주아지와 프롤레타리아트〉에서 마르크스와 엥겔스는 자본주의 생산방식의 발생 과정, 자본주의적 착취의 본질, 자본주의의 기본 모순과 그 멸망의 불가피성을 설명하였으며 경제적 이해관계의 대립에 기초한 피착취계급과 착취계급의 계급 투쟁이 인류 역사의 기본 내용이며 사회발전의 추동력이라 주장했다. 마르크스는 1장에서 부르주아가 이룬 막대한 업적을 역설적으로 찬양하였으나, 선언이 쓰여진 시점에서 부르주아는 "명계에서 불러낸 마물을 통제하지 못하게 된 마법사"와 같이 자본의 노예가 되었다고 비판한다. 그리고 지배계급도 부르주아지가 아닌 새롭게 떠오른 노동자, 프롤레타리아 계급이 주역이 된 새로운 사회의 건설이 필요함을 역설했다.

### 2장
제2장 〈프롤레타리아와 공산주의자〉에서 마르크스와 엥겔스는 선언의 이 부분에서 공산주의자들의 당면 과업이 프롤레타리아의 목적과 일치한다고 주장하며 프롤레타리아 주도의 공산사회를 만드는 것이 모든 공산주의자들의 최고목적이라고 밝혔다.

### 3장
제3장 〈사회주의 문헌과 공산주의 문헌〉에서는 기독교 사회주의, 유토피아 사회주의 등의 기존의 사이비적 사회주의 조류들을 비판하였다.

#### 사이비 사회주의 논박.
그가 논박한 사회주의의 조류는 크게 나누면 기독교 사회주의, 봉건적 사회주의, 부르주아 사회주의 또는 보수적 사회주의, 사변적 사회주의이다.

##### 기독교 사회주의
기독교 사회주의는 기독교의 무소유 사상을 강조한 것으로 사회주의처럼 보일 뿐이다. 봉건적 사회주의에서 논의됨.

##### 봉건적 사회주의
봉건적 사회주의는 부르주아에 의해 주류에서 밀려난 귀족계급이 부르주아들에게 착취당하는 노동자들에게 우호적 모습을 보임으로써 부르주아를 공격하는 것이다. 물론 봉건적 사회주의의 목적은 귀족들이 민중들을 지배하던 '좋았던 옛날'로 돌아가는 것이다. 그래서 마르크스는 귀족들이 노동자들에게 동정적 모습으로 다가서지만 노동자들은 귀족의 문장을 보고 돌아선다고 말했다.

##### 부르주아적 사회주의
부르주아적 사회주의 또는 보수적 사회주의는 사회문제들을 개선함으로써 자본주의를 유지하려는 개량주의이다. 근대 복음주의자들에게서 볼 수 있는 기독교 인도주의가 여기에 해당하는데, 이들은 노예제 반대운동, 노동자들의 노동시간을 제한한 공장법 입법등을 주장했지만, 정작 노동운동을 통해 인권과 평등을 주장하고 실천하려는 민중운동을 두려워했다.

##### 사변적 사회주의
사변적 사회주의는 사회주의 이론이 정립되기 이전이라 현실을 무시한 이론에 그치던 유럽 사회주의를 가리킨다.

### 제4장
제4장 〈각종 반정부당에 대한 공산주의자들의 태도〉에서는 각국 공산당들의 기본적인 혁명 전략을 다루고 있다. 선언은 국제적 단결의 중요성을 강조하는 "공산주의 혁명에서 프롤레타리아가 잃을 것은 족쇄뿐이고 그들이 얻을 것은 전 세계이다. 만국의 노동자여, 단결하라!"라는 구호로 끝을 맺는다.

## 《공산당 선언》이 세계에 끼친 영향
당대에의 영향
《공산당 선언》이 발표된 직후 유럽에서 발생한 민중봉기는 《선언》과 직접 관계된 것은 아니지만 당대의 혁명적 시대정신을 가장 선명하게, 급진적으로 드러낸 문건임을 확인시킨 것은 틀림없다. 1871년의 파리 코뮌은 《선언》의 직접적 결과는 아닐 수 있어도, "파리 코뮌이 《선언》의 정신적 자식임에는 의심의 여지가 없다"고 한 엥겔스의 말대로 파리코뮌은 "노동자계급이 사회전체를 노예제도에서 자유롭게 정치, 사회적 해방을 확고히 하려는 목적으로 스스로의 힘으로 자신의 권력을 수립한 세계 역사상 최초로 벌어진 프롤레타리아 사회주의 혁명의 예행연습"이었다. 1881년, 《선언》에 나타난 사회주의 이념을 표방한 독일 사회민주당은 국회의원 12명을 당선시킴으로써 엥겔스는 이를 두고 "프롤레타리아가 이룩한 가장 눈부신 업적"이라고 했다. 또한 엥겔스는 《선언》이 "전체 사회주의 문헌 가운데 가장 널리 유포되고 가장 국제적인 작품이며 시베리아에서 캘리포니아에 이르는 모든 나라의 수천만 노동자들에게 인정받는 공동 강령"이라 평했다.
《선언》의 실현:
마르크스는 1882년 《선언》의 러시아 개정판에서 러시아에서의 혁명가능성을 언급했다. 그리고 1917년 세계 최초의 공산주의 혁명이 성공하였다. 그러나 레닌에서 스탈린으로 권력이 이양되면서 사태는 역전되었다. 마르크스가 《선언》에서 예견했던 개인들의 자유로운 발전이 만인의 자유 신장의 조건이 되는 사회가 도래하지 않았다. 한편, 독일에서도 1919년, 마르크스주의자들에 의한 봉기가 발생했다. 총파업 투쟁은 전국을 뒤덮었다. 로자 룩셈부르크는, '노동자여 행동하라! 용감하고 과감하고 철저하게 행동하라!'는 구호 아래 혁명을 시도하나, 진압되었다.
68혁명기:
68혁명은 짧게는 10년 길게는 20년 이상 세계를 뒤흔드는 여파를 끼쳤는데, 이는 《선언》의 평등 이념의 확실한 복귀이자 확장에 다름 아니었다. 신좌파는 구좌파와 마찬가지로 부르주아지의 정치적, 경제적 착취를 강력히 반대했다. 바로 《선언》의 복귀였다. 동시에 착취 개념을 무한정 확장함으로써 《선언》을 한층 발전시켰다. 사회적, 문화적, 관료적, 인종적, 성적 착취 등과 아동학대까지 거의 모든 사회문제와 불평등에 저항했다.

## 《공산당 선언》의 경구
- "하나의 유령이 유럽을 떠돌고 있다, 공산주의라는 유령이"
- "인간의 모든 역사는 계급투쟁의 역사다"
- "모든 계급투쟁은 정치투쟁이다"
- "부르주아지는 적나라한 이해관계, 무정한 '현금지불'이외에 인간들 사이에 다른 어떤관계도 남겨놓지 않았다"
- "부르주아지는 인간의 존엄을 교환가치로 녹여 버렸고, 인간의 자유를 단 하나의 파렴치한 상거래의 자유로 대체했다"
- "부르주아계급은 가족관계조차 감상의 장막을 걷어버리고 순전히 금전관계로 만들었다"
- "자본주의 아래에서 자유란 상거래의 자유, 판매와 구매의 자유일 뿐이다"
- "부르주아지가 봉건제를 무너뜨릴때 사용했던 무기가 이제 그 자신을 겨누게 되었다. 그 무기를 휘두를 노동자 계급을 낳았다"
- "부르주아계급이 성장하는 정도에 비례해서 노동자계급의 계급의식도 성장한다"
- "노동자는 분업과 기계화로 말미암아 이제 단순한 도구나 부품이 되었고 매시간 감독하는 관리자, 사용주, 부르주아, 그리고 그 국가의 노예가 되었다"
- "부르주아지는 싫든 좋든 촉진시키지 않을 수 없는 산업의 발달은 노동자를 고립시키지만 동시에 연합을 통해 그들을 혁명세력으로 만든다. 이리하여 부르주아지는 무엇보다 자신의 무덤을 파는 일꾼들을 양성해 낸 것이다. 부르주아지의 몰락과 프롤레타리아트의 승리는 피할 수 없다"
- "이제까지의 소유(관계)를 폐지하는 것이 공산주의가 처음이 아니다. 프랑스혁명에서 부르주아지는 봉건적 소유제를 완전히 폐지시켰다. 그리고 부르주아지는 생산수단을 독점했다. 해서 사적소유를 폐지하고 박탈한 것은 부르주아지이다. 대다수의 노동자계급은 노동하고도 소유하지 못했고 부르주아지는 노동않고 소유했기 때문이다"
- "공산주의는 누구에게도 생산물을 취득할 힘을 빼앗지 않으며 다만 이런 취득을 통해 타인의 노동을 자신에게 종속시키는 힘을 박탈할뿐이다"
- "사적 소유를 철폐하면 그 순간, 사회는 게으름이 만연할 거라 비난한다. 그렇다면 진작에 부르주아지체제는 일순간에 몰락했어야 했다. 대다수는 소유하지 못하니까."
- "당신들의 법과 사상은 부르주아지의 생산체제와 소유관계의 부산물이고 지배수단과 도구에 불과하다"
- "노동자에게 조국은 없다. 그러나 노동자계급이 국가를 장악하기 전까지는 그 자신이 민족적이다"
- "한 시대의 지배사상은 늘 지배계급의 사상이다"
- "노동계급 혁명의 첫걸음은 노동계급이 지배력을 장악해서 민주주의를 확립하는 것이다"
- "노동자계급은 사회의 생산수단을 국가가 아니라 노동자계급의 수중에 귀속시킨다"
- "노동자계급이 권력을 획득한다면 각인의 자유로운 발전이 만인의 자유로운 발전의 조건이 되는 연합(공동)체가 등장할 것이다"[7]
- "공산주의자는 모든 나라 민주주의 정당들의 단결을 위해 노력한다"
- "공산주의자는 자신들의 견해와 의도를 감추는 것을 경멸한다"
- "공산주의는 자신들의 목적이 기존의 모든 사회 질서를 전복해야만 달성될 수 있음을 공공연하게 선언한다"
- "부르주아 지배계급으로 하여금 공산주의 혁명 앞에 벌벌 떨게 하라!"
- "프롤레타리아가 잃은 것이라곤 쇠사슬뿐이요 얻을 것은 전 세계다. 전 세계의 프롤레타리아여, 단결하라!"[8]

## 같이 보기
- 레드 스케어(적색공포)
- 매카시즘